# Nicorhynchus
Nicorhynchus is een geslacht van uitgestorven pterosauriërs, behorende tot de Pterodactyloidea, dat tijdens het Midden-Krijt leefde in het gebied van het huidige Engeland en Marokko.

## Vondst en naamgeving
In 1870 benoemde Harry Govier Seeley een Ornithocheirus capito op basis van holotype CAMSM B 54625, een stuk snuit gevonden bij Chesterton in de Cambridge Greensand. De soortaanduiding betekent 'met de grote kop'. In 2001 maakte David Unwin er een Coloborhynchus capito van en stelde dat Ornithocheirus reedi, waarvan het holotype kwijt is, daar een jonger synoniem van was. In 2008 en 2013 concludeerden Taissa Rodrigues en Alexander Kellner dat de soort weinig met het geslacht Coloborhynchus van doen had maar benoemden geen nieuw geslacht. In 2019 werd een Coloborhynchus fluviferox, 'woeste rivier', benoemd gebaseerd op specimen FSAC-KK 10701, een voorste snuit tot en met de derde tandkas, uit de Ifezouaneformatie van de Kem Kem-groep van Marokko, Albien-Cenomanien.
In 2020 benoemden Borja Holgado en Rodrigo Pêgas een apart geslacht Nicorhynchus. De geslachtsnaam is een combinatie van het Angelsaksisch nicor, 'waterdraak', met het Oudgrieks rhynchos, 'snuit'. De typesoort is Ornithocheirus capito, de combinatio nova is Nicorhynchus capito. Aan deze soort werd ook specimen CAMSM B54434 toegewezen, wellicht een snuit van een jong dier. O. reedi werd opnieuw gezien als een jonger synoniem, afgaande op bewaarde afbeeldingen. Een Nicorhynchus fluviferox werd benoemd als tweede soort van het geslacht. Specimen FSAC-KK 5024 werd aan deze soort toegewezen.

## Beschrijving
Het materiaal aan Nicorhynchus toegewezen vertegenwoordigt vrij grote dieren.
In 2020 werd een aantal onderscheidende kenmerken aangegeven van het geslacht als zodanig. Het deltoïde facet, het vlak aan de bovenste voorkant van de snuit in de vorm van een staande gelijkbenige driehoek, is hoger dan breed. De bovenste zijranden van het deltoïde facet hebben de vorm van richels die naar voren uitsteken. Tussen het eerste en tweede tandenpaar bevindt zich een uitholling aan de voorste onderrand. Achter het tweede tandenpaar bevindt zich een uitholling op het verhemelte.
Met Uktenadactylus wordt het kenmerk gedeeld van een trog op de voorste basis van de snuitkam, hoewel niet al het materiaal deze eigenschap eenduidig bewaart.

### Nicorhynchus capito

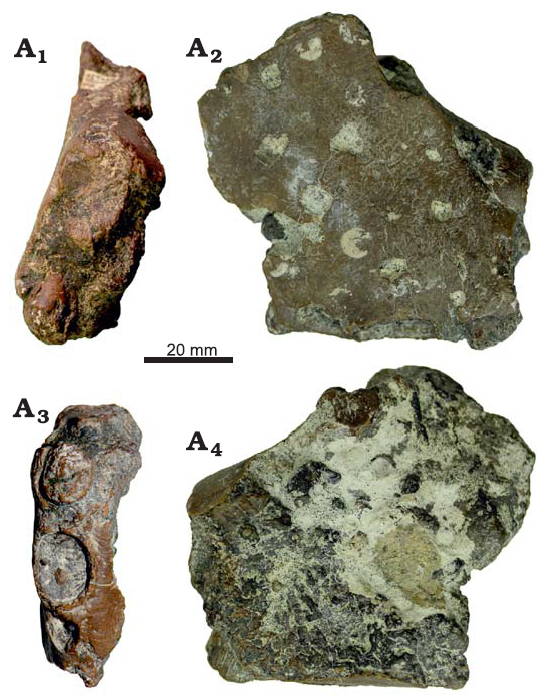
Het holotype van Nicorhynchus capito

In 2020 werden enkele autapomorfieën, unieke afgeleide eigenschappen, vastgesteld van Nicorhynchus capito. De voorrand van de snuit is licht hol in zijaanzicht. Het deltoïde facet wordt ingedeukt door een min of meer ruitvormige uitholling boven het niveau van het eerste tandenpaar. De uitholling onder en schuin voor en onder het eerste tandenpaar heeft een hoekige bovenrand.
N. capito toont enkele typisch coloborhynchine kenmerken. De snuit is vierkant verbreed met rechte en evenwijdige zijranden. De voorrand en onderrand van de snuit maken een abrupte haakse hoek. Met Uktenadactylus wadleighi wordt het kenmerk gedeeld van een holle bovenrand van de snuitkam.

### Nicorhynchus fluviferox
Ook van N. fluviferox werden in 2020 autapomorfieën aangegeven. Het deltoïde facet vormt een hoge gelijkbenige driehoek met holle zijranden in vooraanzicht. Het deltoïde facet heeft twee ondiepe min of meer ronde inzinkingen boven het eerste tandenpaar. Het bovenstuk van het deltoïde facet wordt gevormd door een middengroeve begrensd door opstaande randen die overgaat in een brede ruwe voorste rand van de praemaxilla. Het midden van de eerste tandkassen ligt op hetzelfde niveau als de bovenrand van de tweede tandkassen.

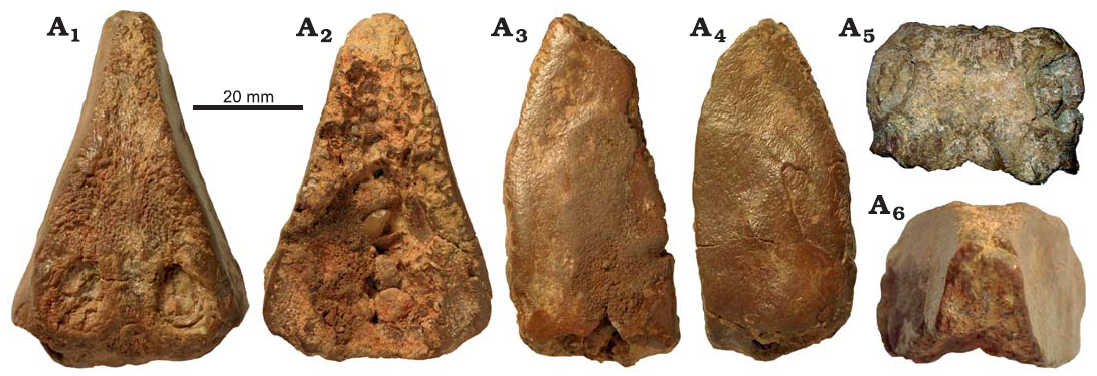
Het holotype van N. fluviferox

In 2019 was specimen FSAC-KK 5024 niet aan de soort toegewezen. In 2020 werd geoordeeld dat een afwijkende vorm van het bovenprofiel het gevolg was van beschadigingen en een verschillende rijping van de snuitkam.

### Nicorhynchuscf.capito
Een speciaal geval is specimen NHMUK PV R481, een zwaar verweerd stuk voorste snuit dat in 2012 door David Martill aan Coloborhynchus capito werd toegewezen. Rodrigues en Kellner betwistten in 2013 die toeschrijving. In 2020 werd geoordeeld dat het vermoedelijk wel deel was van Nicorhynchus wegens een hoog deltoïde facet maar dat het gezien de slechte preservering beter geclassificeerd kon worden als een Nicorhynchus cf. capito dus een specimen waarvoor een vergelijking met N. capito nuttig is. Het betreft een zeer groot dier waarvan de spanwijdte geschat is op zeven meter en de schedellengte op vijfenzeventig centimeter. Dat zou het de grootste bekende pterosauriër met tanden maken.

## Fylogenie
In 2020 werd Nicorhynchus in de Coloborhynchinae geplaatst, als zustertaxon van Uktenadactylus.
Het volgende kladogram toont de positie in de evolutionaire stamboom volgens het benoemde artikel.
|  | Siroccopteryx |
|  |               |
|  | Tropeognathus |
|  |               |

|  | Mythunga   |
|  |            |
|  | Ferrodraco |
|  |            |

|  | Siroccopteryx |
|  |               |
|  | Tropeognathus |
|  |               |

|  | Mythunga   |
|  |            |
|  | Ferrodraco |
|  |            |

|  | Coloborhynchus                                                  |
|  |                                                                 |
|  | \| \| Nicorhynchus \| \| \| \| \| \| Uktenadactylus \| \| \| \| |
|  |                                                                 |
|  | Nicorhynchus                                                    |
|  |                                                                 |
|  | Uktenadactylus                                                  |
|  |                                                                 |

|  | Nicorhynchus   |
|  |                |
|  | Uktenadactylus |
|  |                |

|  | Coloborhynchus                                                  |
|  |                                                                 |
|  | \| \| Nicorhynchus \| \| \| \| \| \| Uktenadactylus \| \| \| \| |
|  |                                                                 |
|  | Nicorhynchus                                                    |
|  |                                                                 |
|  | Uktenadactylus                                                  |
|  |                                                                 |

|  | Nicorhynchus   |
|  |                |
|  | Uktenadactylus |
|  |                |

|  | Caulkicephalus |
|  |                |
|  | Guidraco       |
|  |                |
|  | Ludodactylus   |
|  |                |

|  | Liaoningopterus                                                 |
|  |                                                                 |
|  | \| \| Cearadactylus \| \| \| \| \| \| Maaradactylus \| \| \| \| |
|  |                                                                 |
|  | Anhanguera                                                      |
|  |                                                                 |
|  | Cearadactylus                                                   |
|  |                                                                 |
|  | Maaradactylus                                                   |
|  |                                                                 |

|  | Cearadactylus |
|  |               |
|  | Maaradactylus |
|  |               |

|  | Caulkicephalus |
|  |                |
|  | Guidraco       |
|  |                |
|  | Ludodactylus   |
|  |                |

|  | Liaoningopterus                                                 |
|  |                                                                 |
|  | \| \| Cearadactylus \| \| \| \| \| \| Maaradactylus \| \| \| \| |
|  |                                                                 |
|  | Anhanguera                                                      |
|  |                                                                 |
|  | Cearadactylus                                                   |
|  |                                                                 |
|  | Maaradactylus                                                   |
|  |                                                                 |

|  | Cearadactylus |
|  |               |
|  | Maaradactylus |
|  |               |

|  | Siroccopteryx |
|  |               |
|  | Tropeognathus |
|  |               |

|  | Mythunga   |
|  |            |
|  | Ferrodraco |
|  |            |

|  | Siroccopteryx |
|  |               |
|  | Tropeognathus |
|  |               |

|  | Mythunga   |
|  |            |
|  | Ferrodraco |
|  |            |

|  | Coloborhynchus                                                  |
|  |                                                                 |
|  | \| \| Nicorhynchus \| \| \| \| \| \| Uktenadactylus \| \| \| \| |
|  |                                                                 |
|  | Nicorhynchus                                                    |
|  |                                                                 |
|  | Uktenadactylus                                                  |
|  |                                                                 |

|  | Nicorhynchus   |
|  |                |
|  | Uktenadactylus |
|  |                |

|  | Coloborhynchus                                                  |
|  |                                                                 |
|  | \| \| Nicorhynchus \| \| \| \| \| \| Uktenadactylus \| \| \| \| |
|  |                                                                 |
|  | Nicorhynchus                                                    |
|  |                                                                 |
|  | Uktenadactylus                                                  |
|  |                                                                 |

|  | Nicorhynchus   |
|  |                |
|  | Uktenadactylus |
|  |                |

|  | Caulkicephalus |
|  |                |
|  | Guidraco       |
|  |                |
|  | Ludodactylus   |
|  |                |

|  | Liaoningopterus                                                 |
|  |                                                                 |
|  | \| \| Cearadactylus \| \| \| \| \| \| Maaradactylus \| \| \| \| |
|  |                                                                 |
|  | Anhanguera                                                      |
|  |                                                                 |
|  | Cearadactylus                                                   |
|  |                                                                 |
|  | Maaradactylus                                                   |
|  |                                                                 |

|  | Cearadactylus |
|  |               |
|  | Maaradactylus |
|  |               |

|  | Caulkicephalus |
|  |                |
|  | Guidraco       |
|  |                |
|  | Ludodactylus   |
|  |                |

|  | Liaoningopterus                                                 |
|  |                                                                 |
|  | \| \| Cearadactylus \| \| \| \| \| \| Maaradactylus \| \| \| \| |
|  |                                                                 |
|  | Anhanguera                                                      |
|  |                                                                 |
|  | Cearadactylus                                                   |
|  |                                                                 |
|  | Maaradactylus                                                   |
|  |                                                                 |

|  | Cearadactylus |
|  |               |
|  | Maaradactylus |
|  |               |